# SBK Drafn Drammen
 Ski- og Ballklubben Drafn  is een Noorse omnivereniging uit de plaats Drammen, met bandy, skiën en voetbal als sporten.
De club werd op 15 september 1910 opgericht na het samengaan van Ulf (opgericht op 5 juni 1905) en Njord (opgericht 6 juni 1906). In 1916 zou de skiclub Drammen Skiklubb (opgericht op 1 maart 1881) zich bij Drafn aansluiten.

## Bandy
De Bandyafdeling is met 19 titels recordhouder nationaalkampioen.

## Voetbal
SBK Drafn speelt vanaf 1924 in stadion Marienlyst te Drammen. Vandaag de dag speelt de voetbalafdeling van Drafn in de amateurdivisies van Noorwegen.

#### Divisies
| Divisie     | Periodes                                   |
| ----------- | ------------------------------------------ |
| 2. divisjon | 1970-1971; 1997-1999                       |
| 3. divisjon | 1972-1980; 1982-1997; 1999-2001; 2003-2005 |
| 4. divisjon | 1981; 2002; 2006-2009; 2013; 2016          |
| 5. divisjon | 2011-2012; 2014-2015; 2018                 |
| 6. divisjon | 2017                                       |

### Erelijst
- Beker van Noorwegen

Finalist: 1927